# Jan Henriksson (arbetsfysiolog)
Jan Erik Henriksson, född 11 april 1947 i Brännkyrka församling i Stockholm, är en svensk arbetsfysiolog och professor emeritus.
Jan Henriksson, som är son till en ingenjör, växte upp i Stockholm och Gävle. Efter akademiska studier blev han medicine licentiat och fick sin läkarlegitimation 1973. Han blev medicine doktor 1976, då han disputerade på avhandlingen Human skeletal muscle adaptation to physical activity vid Karolinska institutet i Stockholm. 1991 blev han professor i fysiologi, speciellt arbetsfysiologi, vid nämnda lärosäte och är numera emeritus.
År 1981 gifte han sig med Harriet Wallberg (född 1956) och senare med Marketta Lysholm (född 1952).